# Resultados do Carnaval do Rio de Janeiro em 2002
Nesta página estão listados os resultados dos concursos de escolas de samba e de blocos de enredo do carnaval do Rio de Janeiro do ano de 2002. Os desfiles foram realizados entre os dias 9 e 16 de fevereiro de 2002.
A Estação Primeira de Mangueira conquistou seu 18.º título de campeã do carnaval carioca com um desfile sobre a Região Nordeste do Brasil. O enredo "Brazil com Z É pra Cabra da Peste, Brasil com S É Nação do Nordeste" foi desenvolvido pelo carnavalesco Max Lopes, que conquistou seu terceiro título na elite do carnaval. A Beija-Flor foi vice-campeã pelo quarto ano consecutivo. A escola realizou um desfile sobre o sonho de voar. A partir de 2002, foi permitido fracionar as notas em casas decimais, o que acirrou ainda mais a disputa pelo campeonato. A Mangueira foi campeã por apenas um décimo de diferença para a Beija-Flor. Também a partir desse ano, apenas uma escola passou a ser rebaixada e apenas uma passou a ser promovida do grupo de acesso. Recém promovida ao Grupo Especial, após conquistar o vice-campeonato do Grupo A de 2001, a São Clemente foi rebaixada de volta para a segunda divisão.
Acadêmicos de Santa Cruz foi a campeã do Grupo A com um desfile sobre o papel. Acadêmicos do Cubango venceu o Grupo B homenageando a África. Com um desfile sobre o bairro da Tijuca, a Acadêmicos da Barra da Tijuca conquistou o Grupo C. O Grupo D foi vencido pela Mocidade de Vicente de Carvalho com um desfile sobre os índios. Independente da Praça da Bandeira e Sereno de Campo Grande foram a campeãs do Grupo E.
Entre os blocos de enredo, Barriga venceu o Grupo 1; Cometas do Bispo ganhou o Grupo 2; e Corações Unidos do Amarelinho foi o campeão do Grupo 3.

## Grupo Especial
O desfile do Grupo Especial foi organizado pela Liga Independente das Escolas de Samba do Rio de Janeiro (LIESA) e realizado no Sambódromo da Marquês de Sapucaí, a partir das 21 horas dos dias 10 e 11 de fevereiro de 2002. O tempo máximo de desfile foi ampliado para 85 minutos. O tempo mínimo permaneceu em 70 minutos.
Ordem dos desfiles
A primeira noite de apresentações foi aberta pela vice-campeã do Grupo A do ano anterior, São Clemente; a segunda noite foi aberta pela campeã do Grupo A do ano anterior, Unidos do Porto da Pedra. A ordem de desfile das demais escolas foi definida através de sorteio realizado no dia 11 de junho de 2001, na quadra da Imperatriz Leopoldinense.
| Domingo (10/02/2002) | Segunda-feira (11/02/2002) |

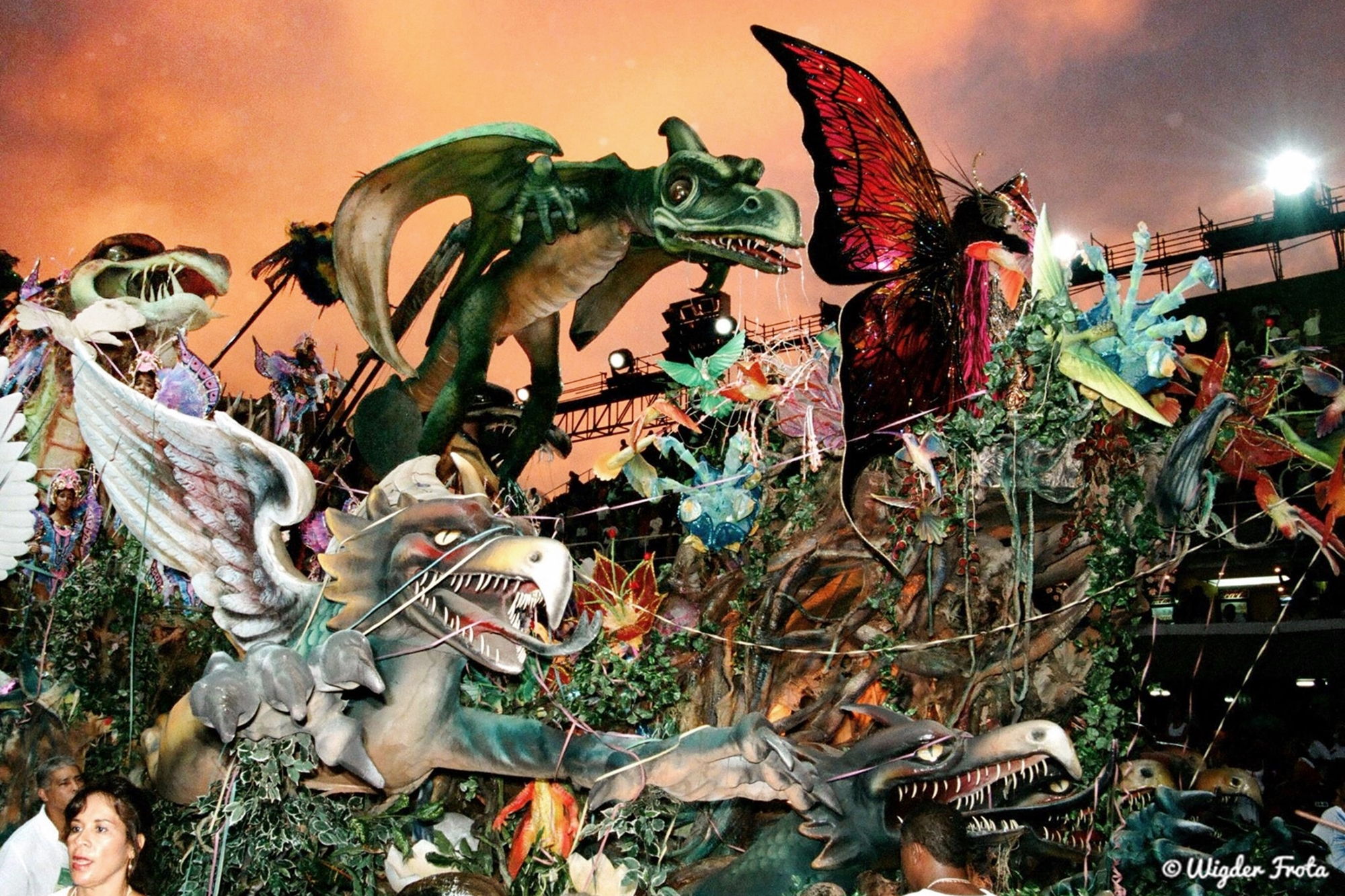
Carro abre-alas da Beija Flor, a escola foi vice-campeã do carnaval em 2002.

| 1. São Clemente 2. Caprichosos de Pilares 3. Unidos da Tijuca 4. Acadêmicos do Grande Rio 5. Tradição 6. Acadêmicos do Salgueiro 7. Beija-Flor | 1. Unidos do Porto da Pedra 2. Estação Primeira de Mangueira 3. Império Serrano 4. Mocidade Independente de Padre Miguel 5. Imperatriz Leopoldinense 6. Unidos do Viradouro 7. Portela |

Quesitos e julgadores
Foram mantidos os dez quesitos de avaliação dos anos anteriores. A quantidade de julgadores aumentou para quatro por quesito, ante três dos anos anteriores.
| Quesitos | Quesitos                     | Julgador 1               | Julgador 2          | Julgador 3         | Julgador 4        |
| -------- | ---------------------------- | ------------------------ | ------------------- | ------------------ | ----------------- |
|          | Mestre-Sala e Porta-Bandeira | Ilclemar Nunes           | Tito Canha          | Beatriz Badejo     | Vera Aragão       |
|          | Comissão de Frente           | Aníbal La Valle          | Rafael David        | Mário Cardoso      | João Vlamir       |
|          | Fantasias                    | Dulce Tupy               | Carla Roberto       | Suelly Stambowsky  | Sônia Gallo       |
|          | Alegorias e Adereços         | Lúcia Ribas              | Ana Bernacchi       | Maurício Salgueiro | Amaury Chaves     |
|          | Conjunto                     | Regina Gomes de Oliveira | Sulamita Trzcina    | Ricardo Rizzo      | Wilson Martinês   |
|          | Enredo                       | Orpheu Silva Souza       | Luiz Antônio Araújo | Clécio Quesado     | Liana Toledo      |
|          | Evolução                     | Luiz Eduardo Resende     | Otoniel Serra       | Carlos Pousa       | Marília Ferolla   |
|          | Harmonia                     | Célia Souto              | Nilton da Silva     | José Carlos Costa  | Helenice Brito    |
|          | Samba-Enredo                 | Nely Fragoso             | Eri Galvão          | Rui Maurity        | Sidney Lobo       |
|          | Bateria                      | Cláudio Luiz Matheus     | Ivan Paulo          | Luiz Carlos Reis   | Mário Jorge Bruno |

### Classificação

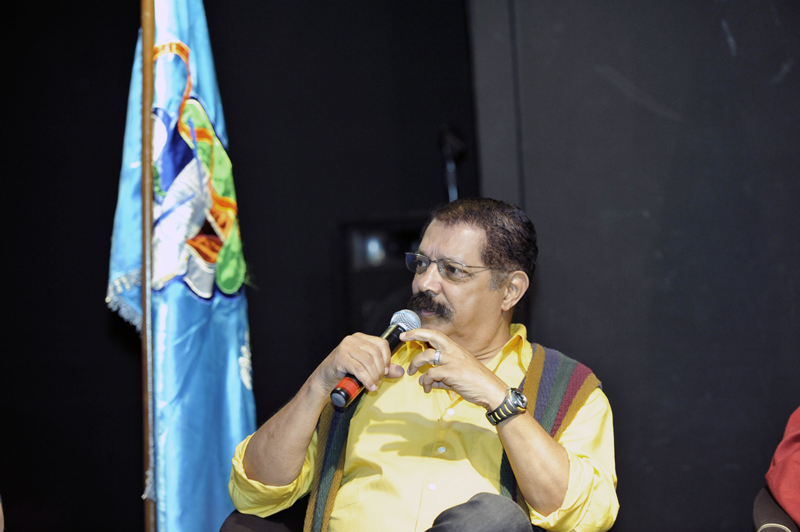
Max Lopes, carnavalesco da Mangueira, foi campeão do carnaval pela terceira vez.

A Estação Primeira de Mangueira conquistou seu 18.º título de campeã do carnaval. O título anterior da escola foi conquistado quatro anos antes, em 1998. Segunda escola da segunda noite, a Mangueira realizou um desfile sobre a região nordeste do Brasil. O enredo "Brazil com Z É pra Cabra da Peste, Brasil com S É Nação do Nordeste" foi desenvolvido pelo carnavalesco Max Lopes, que conquistou seu terceiro título na elite do carnaval. Um dos destaques do desfile foi a comissão de frente coreografada por Carlinhos de Jesus, onde bailarinas contorcionistas, caracterizadas de bonecas de pano, saíam de dentro de malas de couro. A escola foi saudada pelo público com gritos de "é campeã".
Pelo quarto ano consecutivo, a Beija-Flor ficou com o vice-campeonato. Dessa vez, com diferença de apenas um décimo para a campeã. Encerrando a primeira noite, a Beija-Flor apresentou um desfile sobre o sonho de voar, patrocinado pela Varig. Campeã nos três anos anteriores, a Imperatriz Leopoldinense foi a terceira colocada. O desfile, patrocinado pelo município de Campos dos Goytacazes, abordou os índios goytacazes (primeiros habitantes da cidade), o movimento antropofágico, o Modernismo e o Tropicalismo. Com um desfile sobre o circo, a Mocidade Independente de Padre Miguel se classificou em quarto lugar. Quinta colocada, a Unidos do Viradouro apresentou um desfile sobre a união dos povos. Acadêmicos do Salgueiro conquistou a última vaga do Desfile das Campeãs com um desfile sobre a história da aviação, patrocinado pela Tam.
Acadêmicos do Grande Rio ficou em sétimo lugar com um desfile sobre o Maranhão. Assim como no ano anterior, a escola contratou o dublê de astronauta Eric Scott para sobrevoar a Sapucaí no início do desfile. Com um desfile sobre o Amazonas, a Portela se classificou na oitava colocação. Nono colocado, o Império Serrano homenageou o escritor Ariano Suassuna, que desfilou na última alegoria da escola. Unidos da Tijuca foi a décima colocada com um desfile sobre os países de língua portuguesa. Em seu retorno ao Grupo Especial, após vencer o Grupo A em 2001, a Unidos do Porto da Pedra se classificou na décima primeira colocação com um desfile sobre a cidade de Petrópolis. Caprichosos de Pilares ficou em décimo segundo lugar com um desfile sobre Porto Alegre. Penúltima colocada, a Tradição apresentou um desfile sobre a Microrregião dos Lagos do Estado do Rio de Janeiro, também conhecida como Região da Costa do Sol. Recém promovida ao Grupo Especial, após conquistar o vice-campeonato do Grupo A de 2001, a São Clemente foi rebaixada de volta para a segunda divisão. A escola se classificou em último lugar com um desfile sobre o município de Guapimirim.
| Legenda: Desfile das Campeãs Rebaixada para o Grupo A |

| Col. | Escola                                | Enredo                                                                     | Carnavalesco(a)                                                                           | Pontos |
| ---- | ------------------------------------- | -------------------------------------------------------------------------- | ----------------------------------------------------------------------------------------- | ------ |
| 1    | Estação Primeira de Mangueira         | Brazil com Z É pra Cabra da Peste, Brasil com S É Nação do Nordeste        | Max Lopes                                                                                 | 399,5  |
| 2    | Beija-Flor                            | O Brasil Dá o Ar da Sua Graça. De Ícaro a Rubem Berta, o Ímpeto de Voar    | Cid Carvalho, Fran Sérgio, Laíla, Nelson Ricardo, Ubiratan Silva, Shangai e Victor Santos | 399,4  |
| 3    | Imperatriz Leopoldinense              | Goitacazes... Tupi or not Tupi in a South American Way                     | Rosa Magalhães                                                                            | 396,1  |
| 4    | Mocidade Independente de Padre Miguel | O Grande Circo Místico                                                     | Renato Lage e Márcia Lage                                                                 | 395    |
| 5    | Unidos do Viradouro                   | Viradouro, Viramundo, Rei do Mundo                                         | Chico Spinoza                                                                             | 394,1  |
| 6    | Acadêmicos do Salgueiro               | Asas de Um Sonho. Viajando com o Salgueiro, o Orgulho de Ser Brasileiro... | Mauro Quintaes                                                                            | 392,9  |
| 7    | Acadêmicos do Grande Rio              | Os Papagaios Amarelos nas Terras Encantadas do Maranhão                    | Joãosinho Trinta                                                                          | 391    |
| 8    | Portela                               | Amazonas, Esse Desconhecido. Delírios e Verdades do Eldorado Verde         | Alexandre Louzada                                                                         | 388,9  |
| 9    | Império Serrano                       | Aclamação e Coroação do Imperador da Pedra do Reino: Ariano Suassuna       | Ernesto Nascimento                                                                        | 384,7  |
| 10   | Unidos da Tijuca                      | O Sol Brilha Eternamente Sobre o Mundo de Língua Portuguesa                | Milton Cunha                                                                              | 380,8  |
| 11   | Unidos do Porto da Pedra              | Serra Acima, Rumo a Terra dos Coroados                                     | Cahê Rodrigues                                                                            | 378,9  |
| 12   | Caprichosos de Pilares                | Deu pra Ti! Tô em Alto Astral! Tô com Porto Alegre, Trilegal!              | Jaime Cezário                                                                             | 368,4  |
| 13   | Tradição                              | Os Encantos da Costa do Sol                                                | Orlando Júnior                                                                            | 361,6  |
| 14   | São Clemente                          | Guapimirim, Paraíso Ecológico Abençoado pelo Dedo de Deus                  | Sônia Regina, Lane Santana, Nonato Trinta e Edvar Rachid                                  | 356,2  |

### Premiações

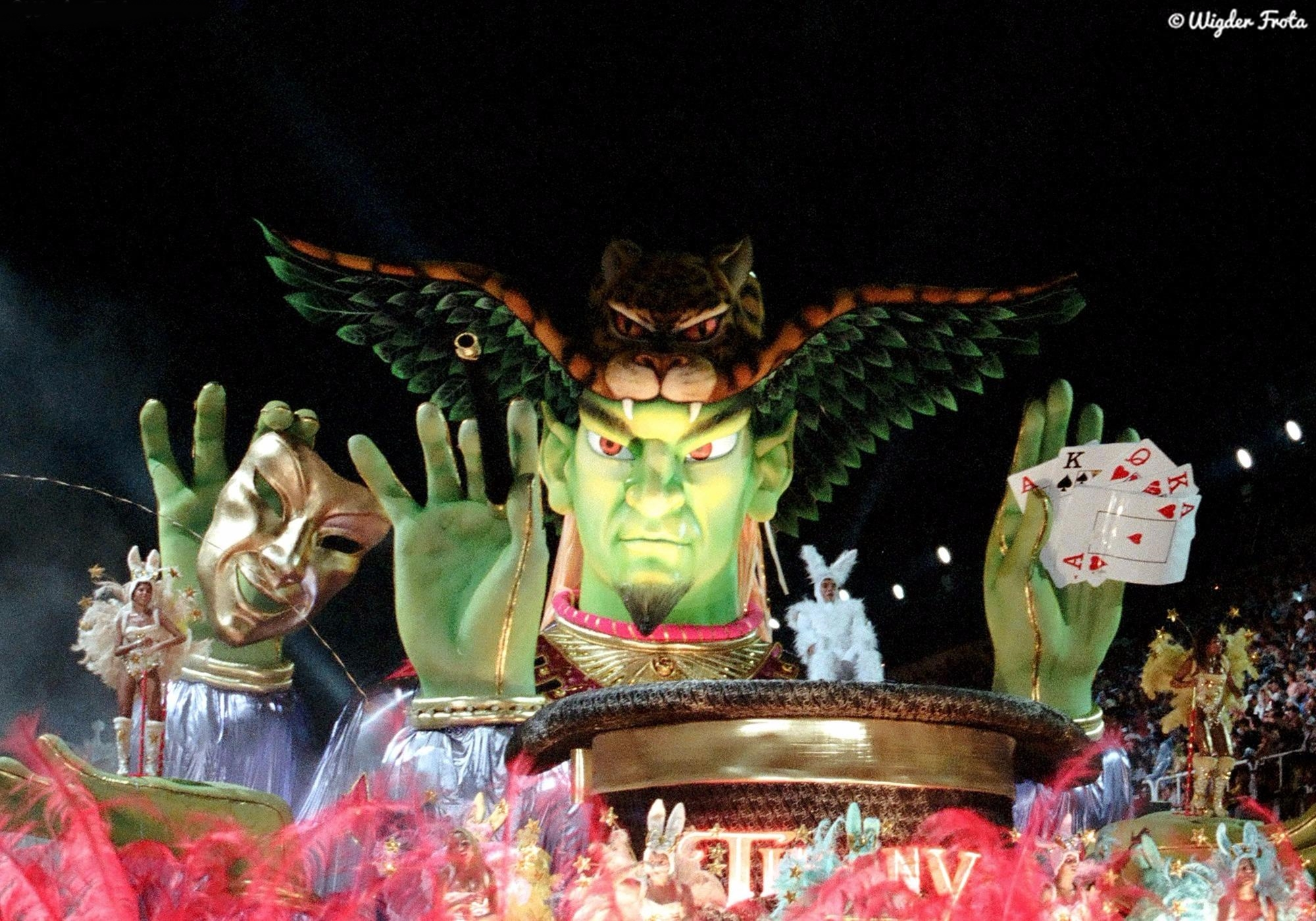
Desfile da Mocidade em 2002. Escola foi eleita a melhor do ano pelo Tamborim de Ouro.

| Prêmios 2002          | Estandarte de Ouro     | Tamborim de Ouro       |
| --------------------- | ---------------------- | ---------------------- |
| Melhor escola         | Mangueira              | Mocidade Independente  |
| Samba-enredo          | Mangueira              | Mangueira              |
| Melhor enredo         | Unidos da Tijuca       | Beija-Flor             |
| Melhor bateria        | Império Serrano        | Beija-Flor             |
| Melhor mestre-sala    | Claudinho (Beija-Flor) | Claudinho (Beija-Flor) |
| Melhor porta-bandeira | Selminha (Beija-Flor)  | Selminha (Beija-Flor)  |
| Comissão de frente    | Unidos da Tijuca       | Beija-Flor             |
| Melhor intérprete     | Neguinho da Beija-Flor | Neguinho da Beija-Flor |
| Melhor ala de baianas | Unidos da Tijuca       | Beija-Flor             |

### Desfile das Campeãs
O Desfile das Campeãs foi realizado a partir da noite do sábado, dia 16 de fevereiro de 2002, no Sambódromo da Marquês de Sapucaí. As escolas desfilaram debaixo de chuva. Vice-campeã, a Beija-Flor levou uma faixa protestando contra a perda de pontos no quesito Alegorias e Adereços. A partir desse ano, o Desfile das Campeãs passou a ser realizado com as seis primeiras colocadas do Grupo Especial, diferente dos anos anteriores, quando apenas as cinco primeiras participavam.
| Ordem dos desfiles |
| 1. Acadêmicos do Salgueiro 2. Unidos do Viradouro 3. Mocidade Independente de Padre Miguel 4. Imperatriz Leopoldinense 5. Beija-Flor 6. Estação Primeira de Mangueira |

## Grupo A

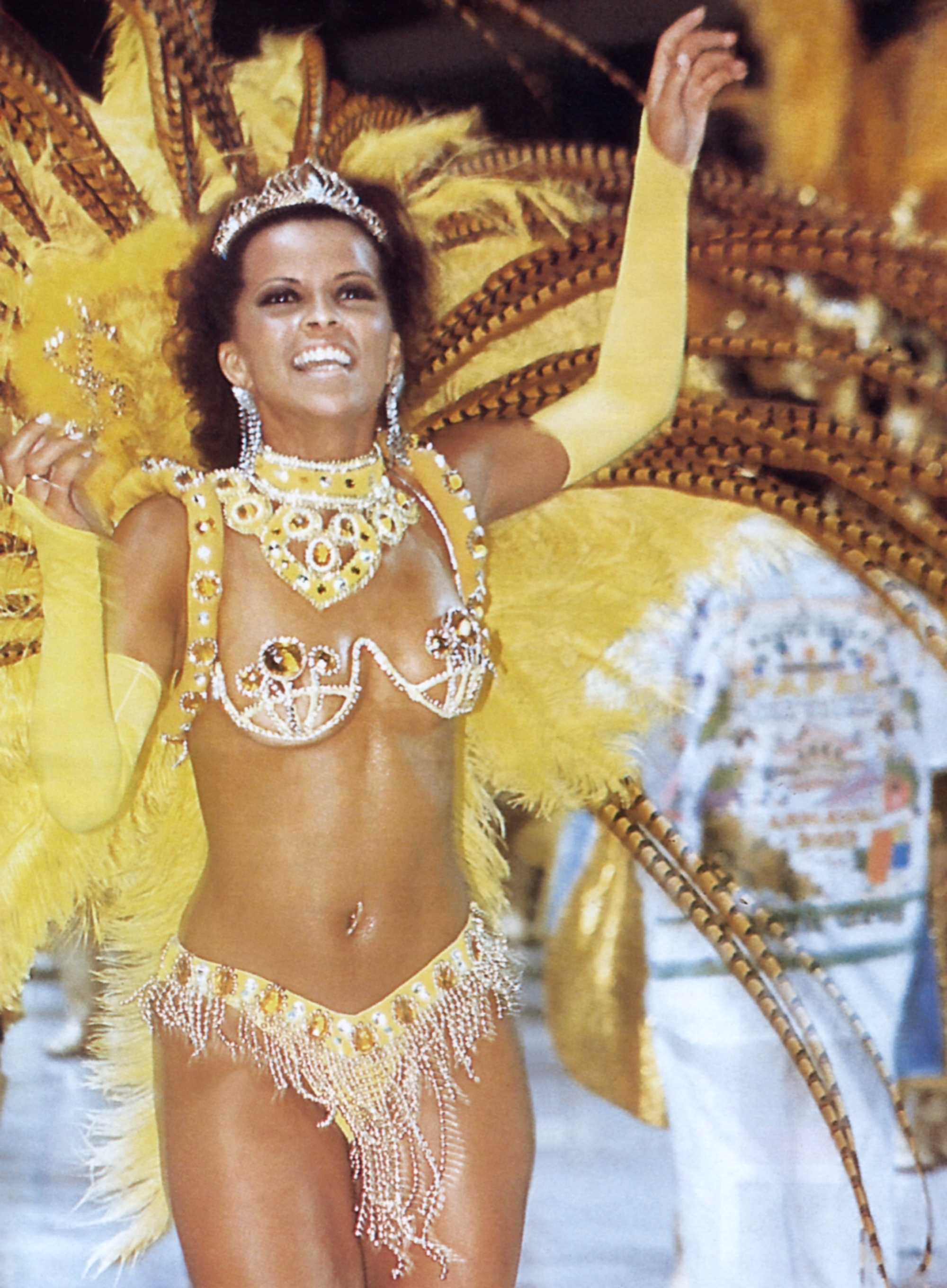
Renata Santos, rainha de bateria da Santa Cruz, durante o desfile de 2002. A escola foi campeã do Grupo A.

O desfile do Grupo A (segunda divisão) foi organizado pela Associação das Escolas de Samba da Cidade do Rio de Janeiro e realizado a partir das 19 horas do sábado, dia 9 de fevereiro de 2002, no Sambódromo da Marquês de Sapucaí.
| Ordem dos desfiles |
| 1. União de Jacarepaguá 2. Acadêmicos da Rocinha 3. Leão de Nova Iguaçu 4. União da Ilha do Governador 5. Unidos de Vila Isabel 6. Unidos da Villa Rica 7. Estácio de Sá 8. Boi da Ilha do Governador 9. Império da Tijuca 10. Unidos da Ponte 11. Acadêmicos de Santa Cruz 12. Paraíso do Tuiuti |

### Classificação
Acadêmicos de Santa Cruz foi campeã por um décimo de diferença para a segunda colocada, Unidos de Vila Isabel. A Santa Cruz conquistou seu quinto título na segunda divisão. Com a vitória, a escola garantiu seu retorno ao Grupo Especial, de onde estava afastada desde 1997. A Santa Cruz realizou um desfile sobre o papel. Apenas a campeã foi promovida à primeira divisão, diferente dos anos anteriores, quando as duas primeiras colocadas subiam de grupo. Presidentes de outras escolas contestaram o resultado, alegando fraude. Últimas colocadas, Unidos da Villa Rica e Império da Tijuca foram rebaixadas para a terceira divisão.
| Legenda: Promovida ao Grupo Especial Rebaixadas para o Grupo B |

| Col. | Escola                      | Enredo                                                               | Carnavalesco(a)     | Pontos | Desempate        |
| ---- | --------------------------- | -------------------------------------------------------------------- | ------------------- | ------ | ---------------- |
| 1    | Acadêmicos de Santa Cruz    | Papel - Das Origens à Folia - História, Arte e Magia                 | Fernando Alvarez    | 199,4  | -                |
| 2    | Unidos de Vila Isabel       | O Glorioso Nilton Santos... Sua Bola, Sua Vida, Nossa Vila...        | João Luís de Moura  | 199,3  | -                |
| 3    | União da Ilha do Governador | Folias de Caxias: de João a João... É o Carnaval da União            | Mário Borriello     | 197,4  | -                |
| 4    | Paraíso do Tuiuti           | Arlindo, Arlequins e Querubins: Um Carnaval no Paraíso               | Paulo Menezes       | 196,6  | Samba (19,8 pts) |
| 5    | Leão de Nova Iguaçu         | Do Esplendor Diamantino aos Sonhos Dourados de Juscelino             | Alex de Souza       | 196,6  | Samba (19,7 pts) |
| 6    | Boi da Ilha do Governador   | Boi da Ilha é Holambra, a Tulipa Brasileira                          | Marco Antônio       | 194    | -                |
| 7    | Acadêmicos da Rocinha       | Na Rocinha, o Povo É Sempre Notícia                                  | Luciano Costa       | 191,9  | -                |
| 8    | Estácio de Sá               | Nos Braços do Povo, na Passarela do Samba... Cinqüenta Anos de O Dia | Roberto Szaniecki   | 190,3  | -                |
| 9    | União de Jacarepaguá        | Asas: Sonho de Muitos, Privilégio de Poucos, Tecnologia de Todos     | Jorge Mendes        | 188,7  | -                |
| 10   | Unidos da Ponte             | De Minas para o Brasil, o Mártir da Nova República                   | Edgley Cunha        | 187,1  | -                |
| 11   | Unidos da Villa Rica        | Sou Rio, Sou Grande, Sou Villa Rica do Norte                         | Verônica Almeida    | 183,4  | -                |
| 12   | Império da Tijuca           | Vossa Excelência: Feijão com Arroz                                   | Guilherme Alexandre | 180,5  | -                |

## Grupo B
O desfile do Grupo B (terceira divisão) foi organizado pela AESCRJ e realizado a partir da noite da terça-feira, dia 12 de fevereiro de 2002, no Sambódromo da Marquês de Sapucaí.
| Ordem dos desfiles |
| 1. Acadêmicos do Sossego 2. Alegria da Zona Sul 3. Inocentes da Baixada 4. Acadêmicos do Cubango 5. Lins Imperial 6. Unidos do Jacarezinho 7. Renascer de Jacarepaguá 8. Unidos do Cabuçu 9. Foliões de Botafogo 10. Em Cima da Hora 11. Vizinha Faladeira 12. Arranco |

### Classificação
Acadêmicos do Cubango foi campeã com três décimos de diferença para a segunda colocada, Inocentes da Baixada. Foi o primeiro título da agremiação de Niterói, no carnaval carioca. A Cubango realizou um desfile sobre o continente africano. Com a vitória, a escola garantiu seu retorno ao Grupo A, de onde estava afastada desde 2000. Vice-campeã, Inocentes da Baixada também foi promovida ao Grupo A, de onde foi rebaixada no ano anterior. A escola homenageou o município de São João de Meriti.
| Legenda: Promovidas ao Grupo A Rebaixadas para o Grupo C |

| Col. | Escola                  | Enredo                                                                      | Carnavalesco(a)                  | Pontos |
| ---- | ----------------------- | --------------------------------------------------------------------------- | -------------------------------- | ------ |
| 1    | Acadêmicos do Cubango   | África, o Exuberante Paraíso Negro                                          | Antônio Sérgio e Beto Reis       | 199,3  |
| 2    | Inocentes da Baixada    | É Carnaval, É Ttititi, É São João, É Meriti                                 | Agnaldo Correia                  | 199    |
| 3    | Unidos do Jacarezinho   | Jacarezinho Brincando com Daniel Azulay nos 25 Anos da Turma do Lambe-Lambe | Eduardo Gonçalves e Wanyr Júnior | 198,5  |
| 4    | Arranco                 | Feira de São Cristóvão, o Nordeste Também É Aqui                            | Carlos Louzada                   | 197,1  |
| 5    | Vizinha Faladeira       | Nem Tudo que Reluz É Ouro                                                   | Paulo Barros                     | 196    |
| 6    | Alegria da Zona Sul     | O Sonho Dourado de Percy                                                    | Oswaldo Luís e André Wendos      | 192,9  |
| 7    | Lins Imperial           | Os Cucumbis: A Trajetória do Samba                                          | Jorge Caribé                     | 192,5  |
| 8    | Renascer de Jacarepaguá | Dos Dias de Reis aos Contos Históricos nos 500 Anos de Angra                | Sandro Gomes                     | 192,2  |
| 9    | Acadêmicos do Sossego   | Andar com Fé Eu Vou... Brasil, Tua Alma É Barroca                           | Alaôr Jr. e Roberto Antônio      | 191,9  |
| 10   | Em Cima da Hora         | A Poesia Anda de Bonde e a Em Cima da Hora Conta Essa Linda História        | Silvio César                     | 186    |
| 11   | Unidos do Cabuçu        | Se Reciclar não Vai Faltar                                                  | Paulo Flores                     | 184,9  |
| 12   | Foliões de Botafogo     | Deus Ajuda a Quem Cedo Madruga?                                             | Marcello Portella                | 175,2  |

## Grupo C
O desfile do Grupo C (quarta divisão) foi organizado pela AESCRJ e realizado a partir da noite do domingo, dia 10 de fevereiro de 2002, na Avenida Rio Branco.
| Ordem dos desfiles |
| 1. Boêmios de Inhaúma 2. Acadêmicos da Barra da Tijuca 3. União do Parque Curicica 4. Acadêmicos do Engenho da Rainha 5. Unidos de Lucas 6. Unidos do Anil 7. Mocidade Independente de Inhaúma 8. Canários das Laranjeiras 9. Difícil É o Nome 10. Mocidade Unida do Santa Marta 11. Imperial de Morro Agudo 12. Unidos da Vila Kennedy |

### Classificação
Acadêmicos da Barra da Tijuca campeã com um décimo de diferença para a segunda colocada, União do Parque Curicica. A escola realizou um desfile sobre o bairro da Tijuca. Com a vitória, a agremiação garantiu sua promoção inédita ao Grupo B. Foi o terceiro título consecutivo da escola desde que foi fundada. Vice-campeã, União do Parque Curicica também foi promovida, pela primeira vez em sua história, à terceira divisão.
| Legenda: Promovidas ao Grupo B Rebaixadas para o Grupo D |

| Col. | Escola                           | Enredo                                                                               | Carnavalesco(a)             | Pontos |
| ---- | -------------------------------- | ------------------------------------------------------------------------------------ | --------------------------- | ------ |
| 1    | Acadêmicos da Barra da Tijuca    | Tijuca - Da Magia Imperial ao Atual Cenário Republicano, Pode Me Chamar de Tijucano! | Paulo Roberto               | 205    |
| 2    | União do Parque Curicica         | Sou Índio, Sou Branco, Sou Negro, Sou Brasil, Sou Brasileiro, Eu Nasci para Bailar   | José Marcos e Miriam Araújo | 204,9  |
| 3    | Unidos de Lucas                  | Centenário de Paulo da Portela                                                       | Jairo de Souza              | 204,7  |
| 4    | Acadêmicos do Engenho da Rainha  | Sonho de Criança, Um Mundo Colorido do Faz-de-conta                                  | Luís Cavalcanti             | 195,3  |
| 5    | Difícil É o Nome                 | Central do Brasil, Orgulho de Uma Nação                                              | Fernando Alvarez            | 195,2  |
| 6    | Unidos do Anil                   | Hoje Tem Alegria: Holimech, Piolim e Anélia... Tá Certo ou não Tá?                   | César Fernandes             | 190,6  |
| 7    | Mocidade Unida do Santa Marta    | Eu Sou o Rio. Eu Sou Boêmio. Eu Sou a Lapa                                           | Rubens Pontes               | 188,3  |
| 8    | Canários das Laranjeiras         | O Rei da Alegria                                                                     | Armando Martins             | 186,2  |
| 9    | Unidos da Vila Kennedy           | Sou Negra, Sou Raça, Sou Brasil, Sou Zezé Motta                                      | Nelson Costa                | 182,6  |
| 10   | Mocidade Independente de Inhaúma | E Por Que não Falar em Flores?                                                       | Edson Siqueira              | 174,4  |
| 11   | Boêmios de Inhaúma               | Quem Sou Eu? Sou Índio, Sou Branco, Sou Negro, Sou Miscigenação!                     | Luís Carlos do Valle        | 173,7  |
| 12   | Imperial de Morro Agudo          | Sonhar, Criar e Conquistar                                                           | Edson Araújo                | 171,7  |

## Grupo D
O desfile do Grupo D (quinta divisão) foi organizado pela AESCRJ e realizado a partir da noite da segunda-feira, dia 11 de fevereiro de 2002. O grupo, que até o ano anterior se apresentava na Rua Cardoso de Morais, em Bonsucesso, passou a se apresentar na Estrada Intendente Magalhães, em Campinho.
| Ordem dos desfiles |
| 1. Gato de Bonsucesso 2. Acadêmicos do Dendê 3. Unidos da Vila Santa Tereza 4. Acadêmicos de Vigário Geral 5. Acadêmicos da Abolição 6. Mocidade de Vicente de Carvalho 7. Infantes da Piedade 8. Unidos de Padre Miguel 9. Unidos de Manguinhos 10. Mocidade Unida de Jacarepaguá 11. Arrastão de Cascadura 12. Unidos do Cabral |

### Classificação
Mocidade de Vicente de Carvalho foi a campeã, garantindo seu retorno ao Grupo C, de onde foi rebaixada em 1998. A escola realizou um desfile sobre os indígenas. Vice-campeã, Acadêmicos da Abolição também foi promovida ao Grupo C, de onde estava afastada desde 1998.
| Legenda: Promovidas ao Grupo C Rebaixadas para o Grupo E |

| Col. | Escola                          | Enredo | Carnavalesco(a)                                                               | Pontos |
| ---- | ------------------------------- | --- | ----------------------------------------------------------------------------- | ------ |
| 1    | Mocidade de Vicente de Carvalho | Índio, o Nativo Brasileiro                                                                                   | Ad Moreira                                                                    | 205    |
| 2    | Acadêmicos da Abolição          | Nada Se Perde, Tudo Se Recicla                                                                               | Lane Santana                                                                  | 196,4  |
| 3    | Acadêmicos de Vigário Geral     | A Metamorfose da Vida                                                                                        | Sidney Franco                                                                 | 195    |
| 4    | Unidos da Vila Santa Tereza     | Nas Asas da Ilusão, Deixei Viajar Meu Coração                                                                | Marco Aramha, Ley Vaz, Marcyo de Olliveira, Célio de Araújo e Joelson Estevão | 193    |
| 5    | Gato de Bonsucesso              | O Gato em Alto Astral Mostra a Beleza Zodiacal                                                               | Jorge Fontes                                                                  | 192,7  |
| 6    | Unidos do Cabral                | Palácio Tiradentes, 75 Anos de História do Parlamento Brasileiro                                             | Arthur Alegria                                                                | 192    |
| 7    | Acadêmicos do Dendê             | De Azul e Branco o Dendê Canta a Bossa Nova, Chega de Saudades...                                            | Antônio Carlos da Costa                                                       | 191,7  |
| 8    | Infantes da Piedade             | Bola Preta - 84 Anos de Resistência e Glória. Quem não Chora, não Mama, a Infantes Vem Contar a Sua História | Shinay Martins e Gilson Tavares                                               | 187,7  |
| 9    | Unidos de Manguinhos            | Ab. Initio, Ab. Eterno, Fiat Lux... E Deus Criou o Homem                                                     | Leonardo Soares                                                               | 187,6  |
| 10   | Arrastão de Cascadura           | De Confete e Serpentina Vou Brincar o Carnaval                                                               | Jefferson Machado                                                             | 186,2  |
| 11   | Mocidade Unida de Jacarepaguá   | Brincadeiras, Sonhos e Travessuras                                                                           | Flávio Soares e Maurício Fonseca                                              | 181,8  |
| 12   | Unidos de Padre Miguel          | Brasil de Ouro, Cinco Séculos de Tesouro                                                                     | Jaime da Silva                                                                | 173,7  |

## Grupo E
O desfile do Grupo E (sexta divisão) foi organizado pela AESCRJ e realizado a partir da noite da terça-feira, dia 12 de fevereiro de 2002, na Estrada Intendente Magalhães. Até o ano anterior, o grupo se apresentava na Rua Cardoso de Morais.
| Ordem dos desfiles |
| 1. Sereno de Campo Grande 2. Independente da Praça da Bandeira 3. União de Vaz Lobo 4. Unidos do Uraiti 5. Arame de Ricardo 6. União de Guaratiba 7. Delírio da Zona Oeste |

### Classificação
Independente da Praça da Bandeira e Sereno de Campo Grande foram as campeãs do Grupo E. As duas escolas somaram a mesma pontuação final. O Sereno realizou um desfile sobre a Bahia, garantindo seu retorno ao Grupo D, de onde foi rebaixado no ano anterior. A Independente da Praça da Bandeira realizou um desfile sobre a preservação da água, garantindo sua promoção inédita à quinta divisão. Terceira colocada, a Delírio da Zona Oeste também foi promovida ao Grupo D pela primeira vez em sua história.
| Legenda: Promovidas ao Grupo D |

| Col. | Escola                            | Enredo                                                                    | Carnavalesco(a)                                               | Pontos |
| ---- | --------------------------------- | ------------------------------------------------------------------------- | ------------------------------------------------------------- | ------ |
| 1    | Independente da Praça da Bandeira | No Movimento das Águas, Sou Fonte de Vida e Luta em Defesa da Preservação | Soler Vianna, Marcos Paulo, Valter Guilherme e Adilson Corrêa | 205    |
| 1    | Sereno de Campo Grande            | Mitos, Ritos e Danças... Bahia Terra da Esperança                         | Gil Pinto                                                     | 205    |
| 3    | Delírio da Zona Oeste             | A Seropédica Legal É o Delírio Neste Carnaval                             | Gilson Carlos Sena                                            | 187,6  |
| 4    | Arame de Ricardo                  | E o Bicho Virou Homem                                                     | Wlanir Dias                                                   | 186,6  |
| 5    | Unidos do Uraiti                  | Luz - Do Início da Vida ao Novo Milênio                                   | Humberto Pinto                                                | 173,7  |
| 6    | União de Guaratiba                | Brilha a Luz, Reluz o Ouro, Salve Oxum e Seus Tesouros                    | Fábio Parabellas                                              | 172,4  |
| 7    | União de Vaz Lobo                 | Velhas Guardas, Antigas Sentinelas do Samba                               | Comissão de Carnaval                                          | 170,1  |

## Blocos de enredo
Os desfiles foram organizados pela Federação dos Blocos Carnavalescos do Estado do Rio de Janeiro (FBCERJ).

### Grupo 1
O desfile foi realizado a partir das 20 horas do sábado, dia 9 de fevereiro de 2002, na Avenida Rio Branco. Bloco do Barriga foi o campeão.
| Legenda: Campeão Rebaixados para o Grupo 2 |

| Col. | Bloco                           |
| ---- | ------------------------------- |
| 1    | Bloco do Barriga                |
| 2    | Amizade da Água Branca          |
| 3    | Coroado de Jacarepaguá          |
| 4    | Raízes da Tijuca                |
| 5    | Bloco do China                  |
| 6    | Império do Gramacho             |
| 7    | Mocidade Unida da Mineira       |
| 8    | União da Ponte                  |
| 9    | Novo Horizonte                  |
| 10   | Magnatas de Engenheiro Pedreira |
| 11   | Unidos da Fronteira             |

### Grupo 2
Cometas do Bispo foi o campeão, sendo promovido ao Grupo 1 junto com o vice-campeão, Flor da Primavera.
| Legenda: Promovidos ao Grupo 1 Rebaixados para o Grupo 3 |

| Col. | Bloco                        |
| ---- | ---------------------------- |
| 1    | Cometas do Bispo             |
| 2    | Flor da Primavera            |
| 3    | Luar de Prata                |
| 4    | Baronesa de Mesquita         |
| 5    | Roda Quem Pode               |
| 6    | Tupiniquim da Penha Circular |
| 7    | Grilo de Bangu               |
| 8    | Tradição de Japeri           |
| 9    | Império da Leopoldina        |

### Grupo 3
Corações Unidos do Amarelinho foi o campeão, sendo promovido ao Grupo 2 junto com Acadêmicos de Belford Roxo, Unidos do Alto da Boa Vista e Embalo da Portuguesa.
| Legenda: Promovidos ao Grupo 2 |

| Col. | Bloco                         |
| ---- | ----------------------------- |
| 1    | Corações Unidos do Amarelinho |
| 2    | Acadêmicos de Belford Roxo    |
| 3    | Unidos do Alto da Boa Vista   |
| 4    | Embalo da Portuguesa          |
| 5    | Unidos de Parada Angélica     |
| 6    | Falcão Dourado                |
| 7    | Chora na Rampa                |
| 8    | Acadêmicos de Nova Campina    |
| 9    | Rosa de Ouro                  |